# Santa-Maria-Siché
Santa-Maria-Siché (kors. Santa Marìa d'Urnanu) – miejscowość i gmina we Francji, w regionie Korsyka, w departamencie Korsyka Południowa.
Według danych na rok 1990 gminę zamieszkiwało 355 osób, a gęstość zaludnienia wynosiła 33 osób/km².